# Dolní Čermná
Dolní Čermná (německy Nieder Böhmisch Rothwasser, též i Niedertscherma) je městys v okrese Ústí nad Orlicí, asi 8 km severně od Lanškrouna a 12 km východně od Ústí nad Orlicí. V obci je evidováno 370 adres. Žije zde přibližně 1 400 obyvatel.

## Historie
První písemná zmínka o obci pochází z roku 1304. V minulosti byla Dolní Čermná částí městyse Čermná u Kyšperka. Od 17. září 2009 je opět městysem.

### Exulanti
V době pobělohorské obyvatelé Čermné (Horní i Dolní) stáli před volbou buď konvertovat ke katolické víře, nebo ze země odejít. V roce 1737 odešla první skupina Českých bratří (asi 350 lidí) do Českého Rixdorfu v Německu. O pět let později se situace zhoršila, ale obyvatelé Čermné už na výběr neměli. Jezuitské metody rekatolizace (v oblasti působil i Antonín Koniáš) zahrnovaly povinnou docházku na katolické bohoslužby, odpírání souhlasu vrchnosti k uzavírání sňatků, zákazy pohřbů nekatolíků, tresty aj. Proto během slezských válek utekly celé rodiny, a to pod ochranou vojska pruského krále Fridricha II. Velikého. Hromadnou emigraci nekatolíků organizoval Jan Liberda a zprostředkoval ji generál Christoph Wilhelm von Kalckstein. V dubnu 1742 odešly z Čermné do Münsterbergu např. tyto rodiny: Jan Appl, Jan Bárta, Martin Bednář, Jan Coufal, Martin Dušek, Matěj Dušek, Pavel Jandera... Exulanti z rodiny J. Appla zakládali obec Friedrichův Tábor; Duškovi patřili k zakladatelům Husince, jejich potomek později spoluzakládal Zelov.

### Siročinec
V duchu Jednoty bratrské zde Wilhelm Hartwig založil v roce 1867 sirotčinec.

## Symboly obce
Svůj současný znak a vlajku má obec Dolní Čermná od roku 2009. Autorem návrhu je Tomáš Zdechovský. Při tvorbě nových symbolů se vycházelo z jediné dochované pečetě obce. Pečeť pochází z roku 1780 a je na ní vyobrazen sv. Jiří přemáhající draka a holubice. Barevnost znaku je podle slov autora odvozena od názvu obce, kde lze najít základ slova červená. Uprostřed je bojující sv. Jiří, jemuž je v Dolní Čermné zasvěcen místní kostel. Sv. Jiří zde propichuje kopím zeleného draka, který má být metaforou ďábla. V hlavě štítu je umístěná letící holubice.

## Pamětihodnosti
- Kostel svatého Jiří
- Socha svatého Jana Nepomuckého
- Fara
- Kamenný most s nápisem 1308–1861 (Autentičnost letopočtu 1308 není prokázána; pokud by tomu tak bylo, jednalo by se po Kamenném mostu v Písku[p 1] o druhý nejstarší dochovaný kamenný most v Česku.[11][12])

## Osobnosti
- Jan Hejčl (1868–1935), římskokatolický teolog, kněz, starozákonní biblista, spisovatel, cestovatel, překladatel Bible a vysokoškolský pedagog
- Čeněk Junek (1894–1928), automobilový závodník
- Bohuslav Coufal (1895–1969), malíř, grafik a ilustrátor
- Cyril Pecháček (1899–1949), dirigent a skladatel
- Jindřich Štyrský (1899–1942), malíř, fotograf, grafik, výtvarník, básník, představitel surrealismu a výtvarný teoretik
- Oldřich Marek (1911–1949), učitel, významný čekoslovenský entomolog

## Partnerská města
- Dzierżoniów, Polsko
- Kazár, Maďarsko
- Liptovská Teplička, Slovensko
- Velký Berezný, Ukrajina

## Části obce
- Dolní Čermná
- Jakubovice

## Galerie

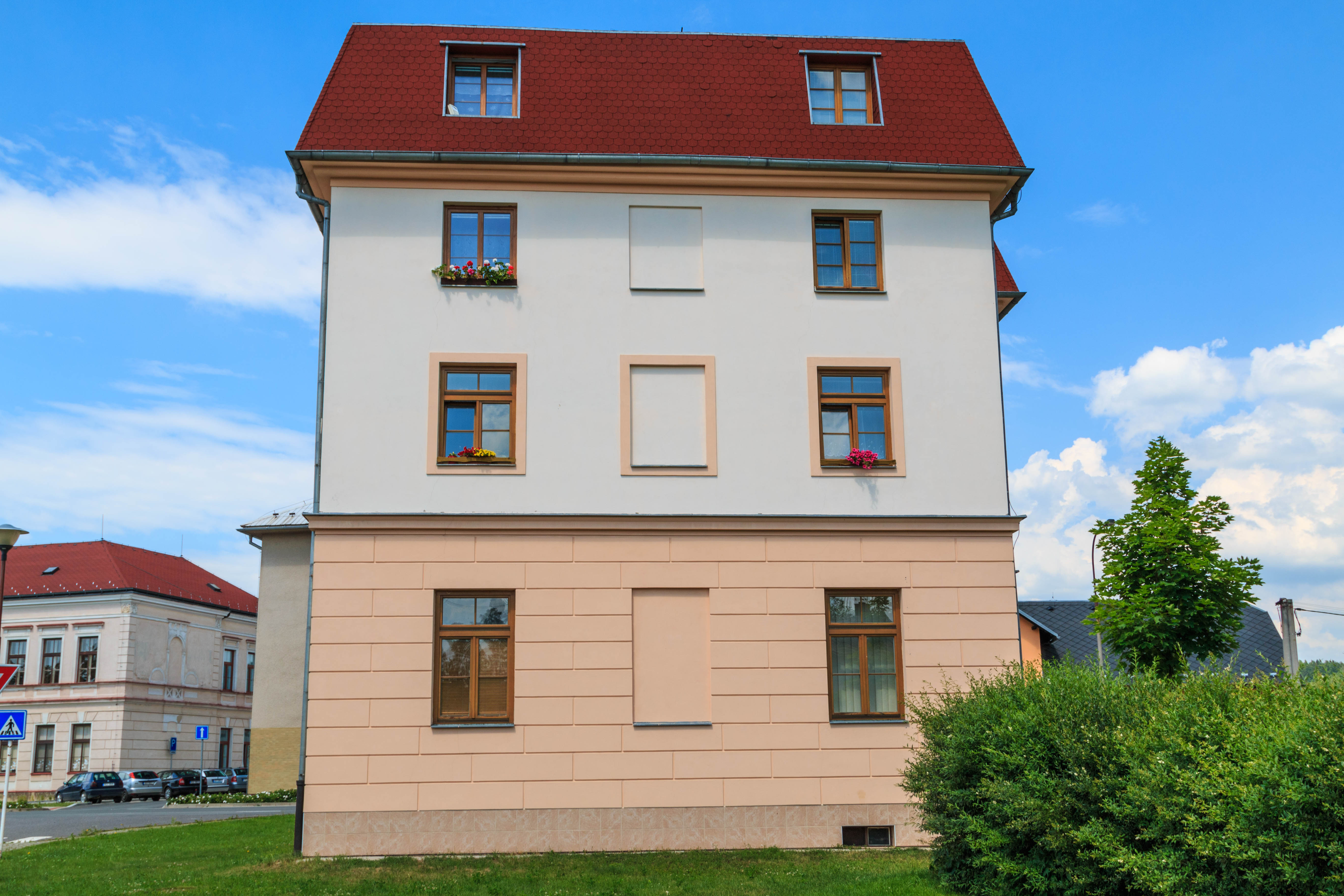
Dům čp. 224
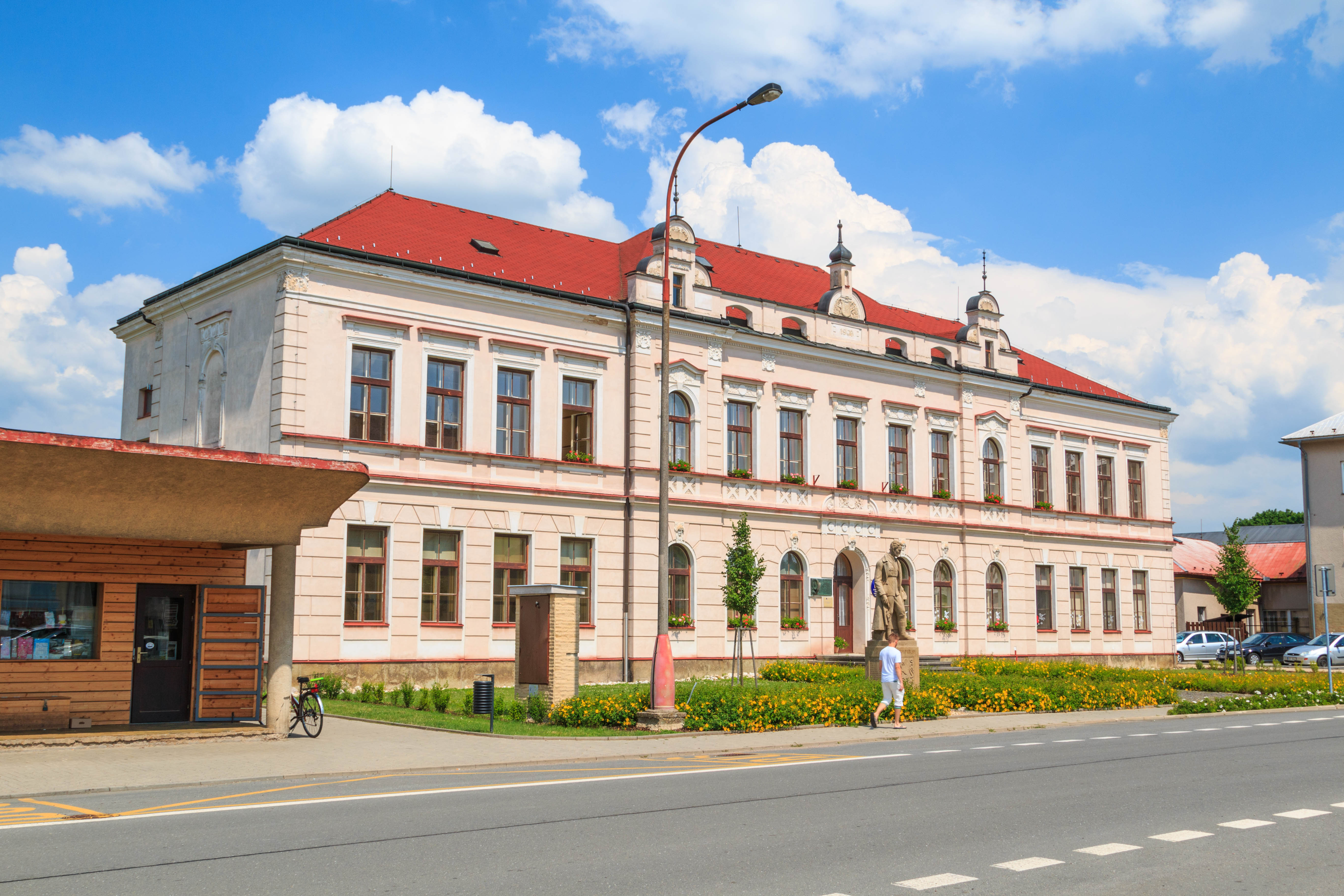
Škola
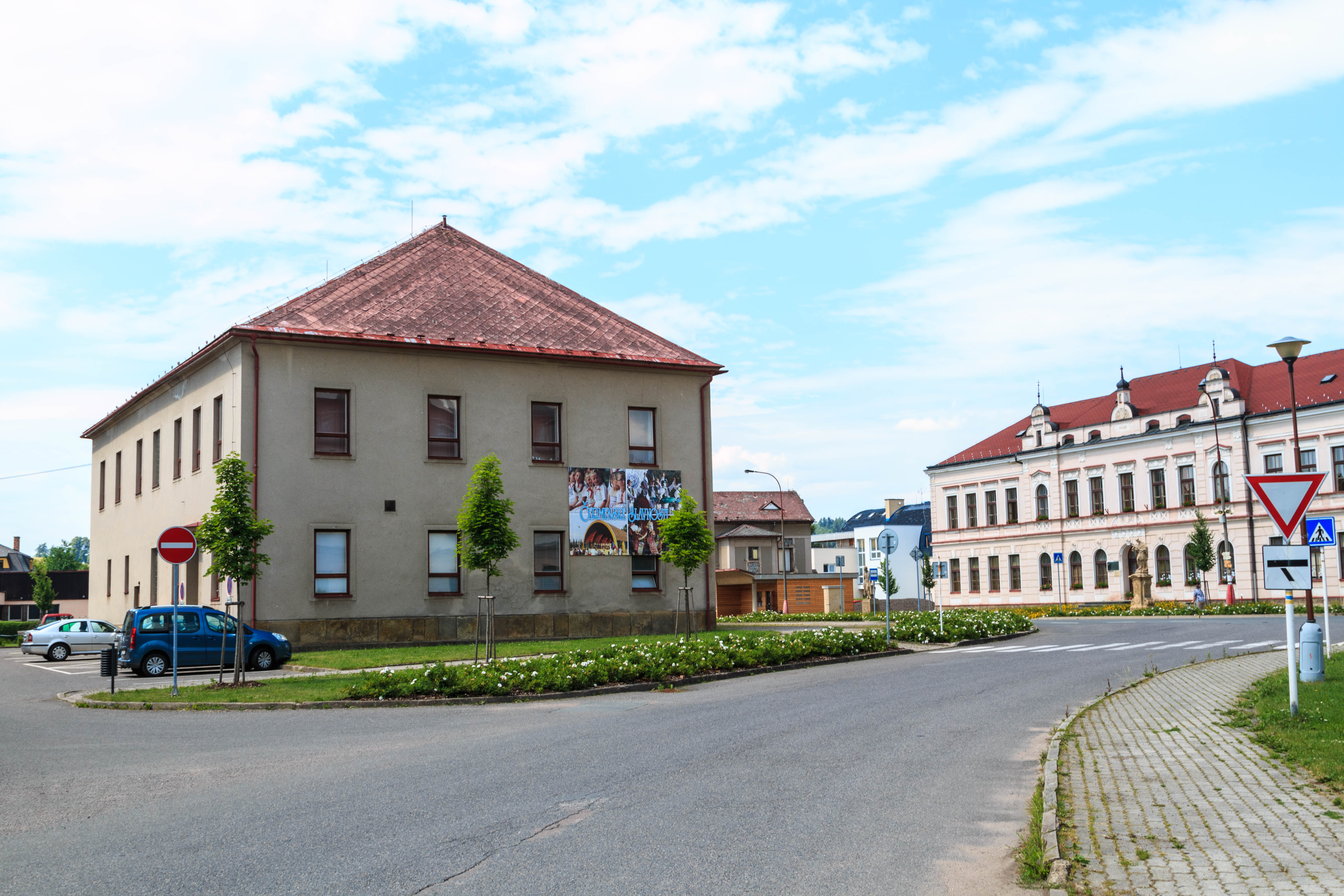
Náměstí
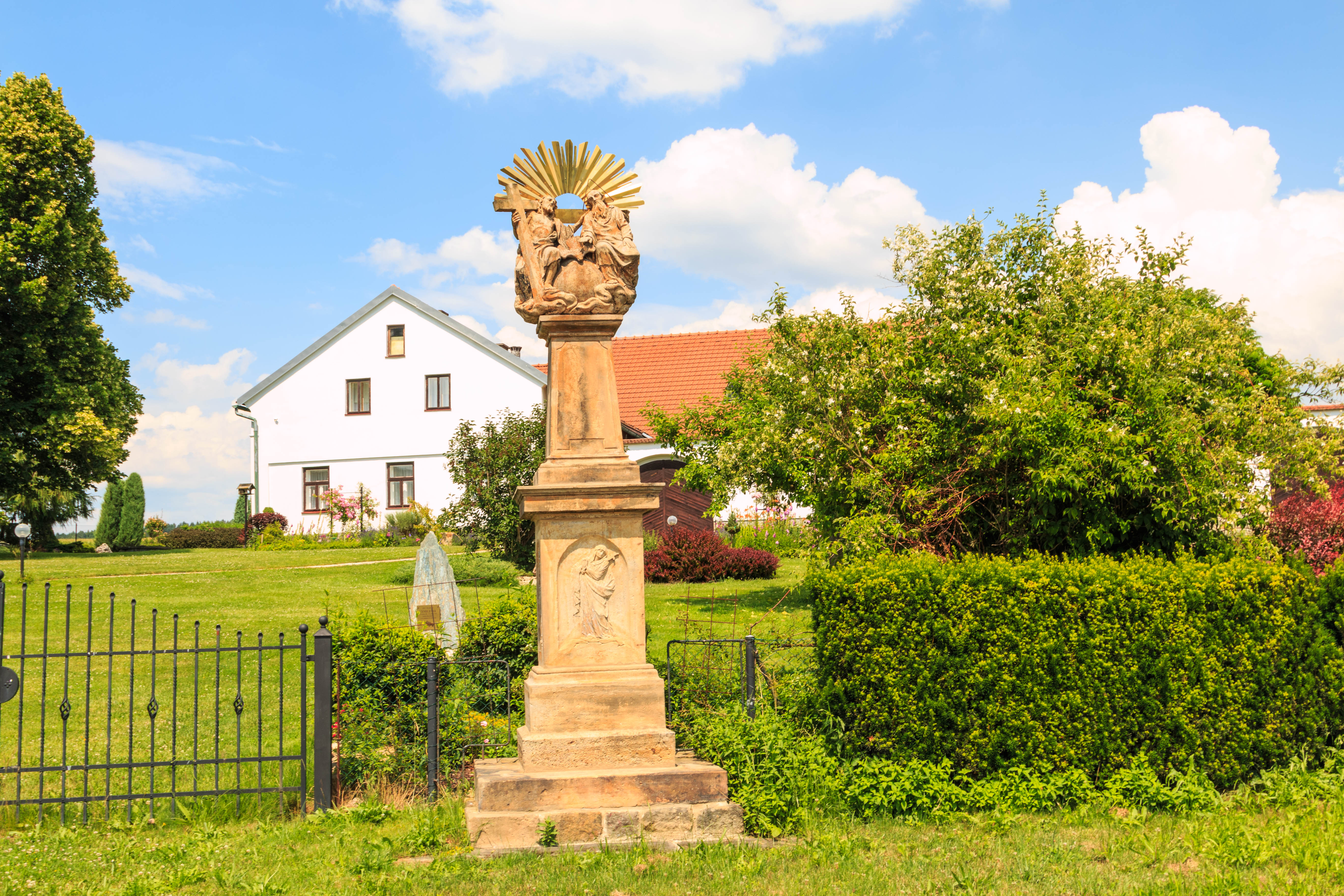
Socha svaté Trojice
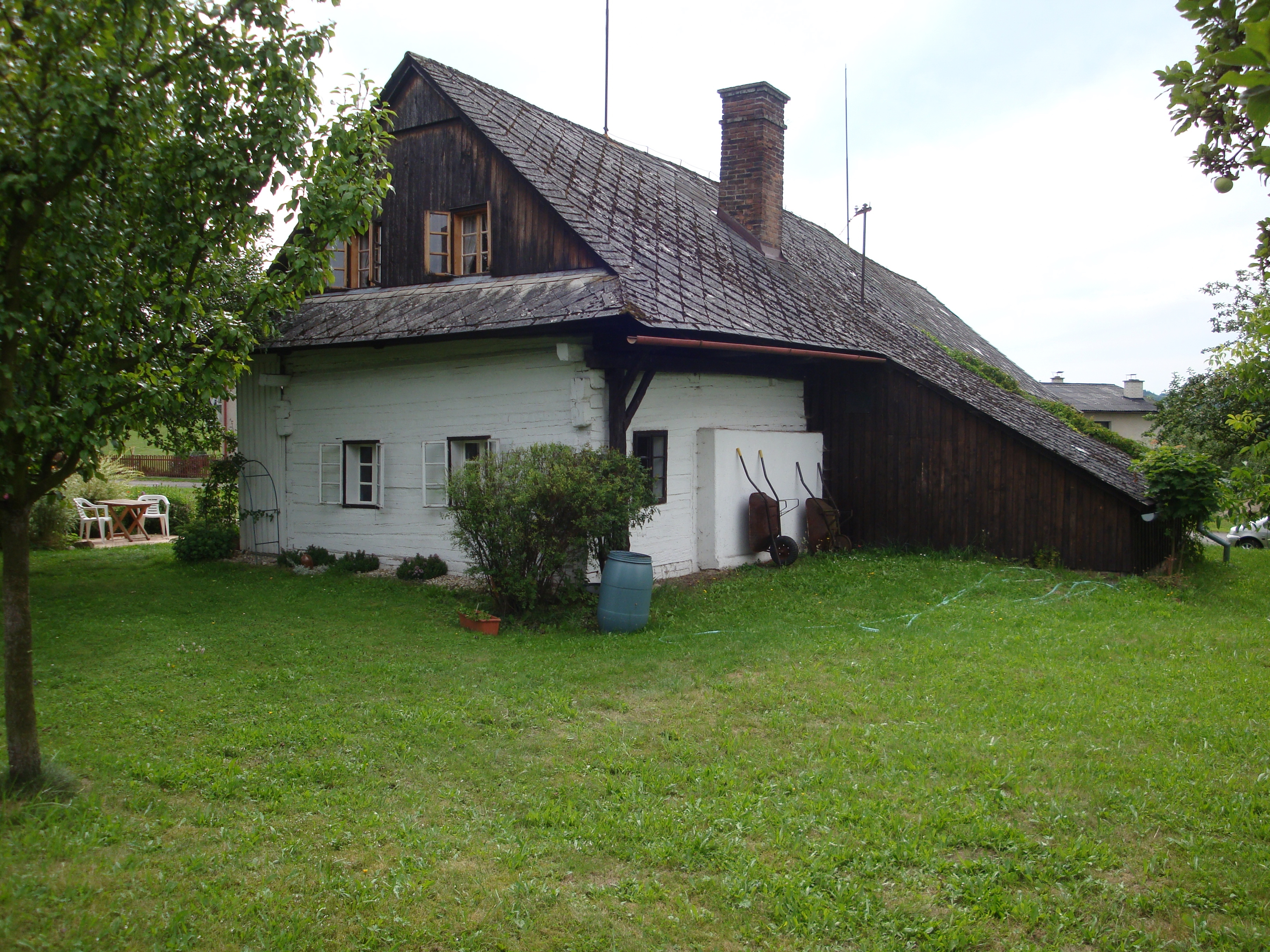
Historická roubená chalupa